# Municipio de Telico
El municipio de Telico (en inglés: Telico Township) es un municipio ubicado en el condado de St. Francis en el estado estadounidense de Arkansas. En el año 2010 tenía una población de 2125 habitantes y una densidad poblacional de 22,73 personas por km².

## Geografía
El municipio de Telico se encuentra ubicado en las coordenadas 35°5′54″N 90°49′26″O / 35.09833, -90.82389. Según la Oficina del Censo de los Estados Unidos, el municipio tiene una superficie total de 93.48 km², de la cual 93,29 km² corresponden a tierra firme y (0,21 %) 0,19 km² es agua.

## Demografía
Según el censo de 2010, había 2125 personas residiendo en el municipio de Telico. La densidad de población era de 22,73 hab./km². De los 2125 habitantes, el municipio de Telico estaba compuesto por el 75,53 % blancos, el 21,69 % eran afroamericanos, el 0,56 % eran amerindios, el 0,14 % eran asiáticos, el 0,94 % eran de otras razas y el 1,13 % eran de una mezcla de razas. Del total de la población el 2,4 % eran hispanos o latinos de cualquier raza.